# Florian Gosch
Florian Gosch (* 16. August 1980 in Wörschach, Österreich) ist ein ehemaliger österreichischer Volleyball- und Beachvolleyballspieler.

## Karriere
Gosch wurde als Hallen-Volleyballer Juniorenmeister und absolvierte einige Länderspiele.
2002 begann er mit dem Beachvolleyball und bildete ein Duo mit Bernhard Strauß. Gemeinsam mit Nik Berger nahm er als Ersatz für den verletzten Clemens Doppler an den Olympischen Spielen 2004 teil und belegte den 17. Rang. 2005 wurden Gosch/Strauß österreichische Meister und belegten bei der WM in Berlin Platz 33. Auf der FIVB World Tour hatten sie 2006 mit zwei neunten Plätzen in Kapstadt und Espinho ihre besten Resultate. Anschließend wechselte Gosch den Partner und kam mit Alexander Horst zusammen. Das von Harald Dobeiner trainierte Duo wurde 2007 jeweils Neunter bei der WM in Gstaad und der Europameisterschaft in Valencia und erreichte fünf Top-10-Platzierungen bei FIVB-Turnieren. 2008 qualifizierten sich Gosch/Horst für die Olympischen Spiele in Peking und erreichten dort das Viertelfinale. Ihren bis dahin größten Erfolg erreichten die beiden Österreicher bei der Europameisterschaft 2009 in Sotschi, als sie im Halbfinale die amtierenden Weltmeister Julius Brink und Jonas Reckermann bezwangen und die Silbermedaille gewannen. 2010 belegten Florian Gosch und Alexander Horst bei den Shanghai Open gemeinsam mit den Deutschen David Klemperer und Eric Koreng den siebten Platz, bei den World Series in Marseille reichte es sogar zum kleinen Finale, das die Österreicher jedoch gegen Fijalek/Prudel verloren und somit im Abschlussklassement den vierten Platz belegten. Bei der Europameisterschaft 2010 in Berlin landeten Gosch/Horst auf dem neunten Platz. Danach beendete Florian Gosch seine Karriere.